# Valença (Rio de Janeiro)
Valença é um município brasileiro localizado no sul do estado do Rio de Janeiro. Está a uma altitude de 560 metros e em 2022 sua população foi estimada em 68.088 habitantes, segundo o IBGE.

## História
Foi fundado em 29 de setembro de 1823, às margens do Paraíba do Sul. Foi emancipado e elevado à condição de Vila no dia 17 de outubro do mesmo ano. A maior parte de seu território era coberto por floresta já no final do século XVIII.
A sede do município de Valença era habitado na época pelos índios Coroados que dominavam toda a zona compreendida entre o rio Paraíba do Sul e o rio Preto. O nome Coroados é uma denominação geral dos portugueses para todas tribos que usavam cocares em forma de coroa. Rugendas escreveu que os Coroados da região eram resultantes do cruzamento dos Coropós com os temíveis Goitacás de Campos, fato discutível, embora, segundo Debret, Coroados e Coropós fossem muitas vezes confundidos pela semelhança. Os Coroados eram divididos em Araris e Puris (também conhecidos como Paris ou Purus), sendo estes últimos em menor número. Ainda havia na região outras tribos como os Tampruns e Sazaricons, igualmente chamados Coroados.
O esgotamento do ouro nas Minas Gerais causou um forte fluxo migratório de mineiros para ocupação das terras virgens existentes no vale do rio Paraíba do Sul. Entretanto, as tribos de índios viviam nômades na região geravam insegurança entre os proprietários das sesmarias que eram doadas em suas terras. Os índios Coroados eram especialmente temidos pela ferocidade que exibiam em batalhas entre si e contra os portugueses.
O vice-rei do Brasil D. Luís de Vasconcelos e Sousa ordenou em 1789 que fosse iniciada a catequese dos índios da região. Em 1800, o vice-rei incumbiu o fazendeiro José Rodrigues da Cruz, proprietário da fazenda Pau Grande (atualmente no município de Paty do Alferes), de "proceder à civilização" dos índios Coroados. O então capitão de ordenanças Inácio de Sousa Werneck foi incumbido de "domesticar e aldear", isto é, de reunir os índios Coroados nas matas e conduzi-los para as aldeias onde deveriam se fixar. Assim foram liberadas terras que foram divididas em sesmarias e doadas ao primeiros colonizadores da região.[carece de fontes?]
O vice-rei Dom Fernando José de Portugal nomeou em 1803 o padre Manuel Gomes Leal para o cargo de capelão, tendo-lhe o bispo Dom José Joaquim Justiniano conferido a jurisdição necessária para construir e benzer uma capela e cemitério. Uma modesta capela dedicada a Nossa Senhora da Glória foi construída no principal aldeamento de índios Coroados, o qual deu origem à atual cidade de Valença. A aldeia de Valença foi habitada pelos Puris; a aldeia de Santo Antônio do Rio Bonito, que originou o atual distrito de Conservatória dos Índios, foi habitada pelos Araris.
O aldeamento dos índios da região continuou procurando-se concentrar os aglomerados indígenas com outros índios que também perambulavam pela região.
A aldeia de índios foi elevada a freguesia de Nossa Senhora da Glória de Valença por Carta Régia de 19 de agosto de 1807. O nome foi dado em homenagem ao vice-rei Dom Fernando José de Portugal (* Lisboa, 4 de dezembro de 1752 - † Rio de Janeiro 24 de janeiro de 1817). Ele era filho de D. José Miguel João de Portugal e Castro, o 3º Marquês de Valença e 9º Conde de Vimioso; esta família descende to 1º Marquês de Valença, Dom Afonso de Portugal, filho primogênito de Dom Afonso, 1º Duque de Bragança.
Todos historiadores elogiam a atuação de pessoas como José Rodrigues da Cruz, Inácio de Sousa Werneck, padre Manuel Gomes Leal, Miguel Rodrigues da Silva, entre outros, no aldeamento e na proteção dos indígenas. Entretanto, apesar de ter ocorrido de forma quase que pacífica, o aldeamento dizimou os indígenas da região. O contato com os colonizadores favoreceu a propagação de doenças contra as quais os índios não tinham imunidade. Foi especialmente danosa uma epidemia de varíola que se propagou nesta época por várias aldeias. Além disto, os colonizadores que chegavam entravam em confrontos constantes com os índios sem respeitar qualquer direito que estes tinham às suas terras. As sesmarias que foram pedidas ao vice-rei para estabelecimento dos índios sedentários nunca foram concedidas, exceto uma localizada na parte do sertão conhecida como Santo Antonio do Rio Bonito e depois como Conservatória dos Índios. Assim como ocorreu com todas aldeias da província do Rio de Janeiro, no final houve miscigenação e diluição dos povoados indígenas no restante da população. A população branca viria logo a aumentar, atraída pela fertilidade do solo. Os poucos índios que sobraram mudaram-se para outras localidades  como Pomba, São Vicente Ferrer e Carangola na província de Minas Gerais.

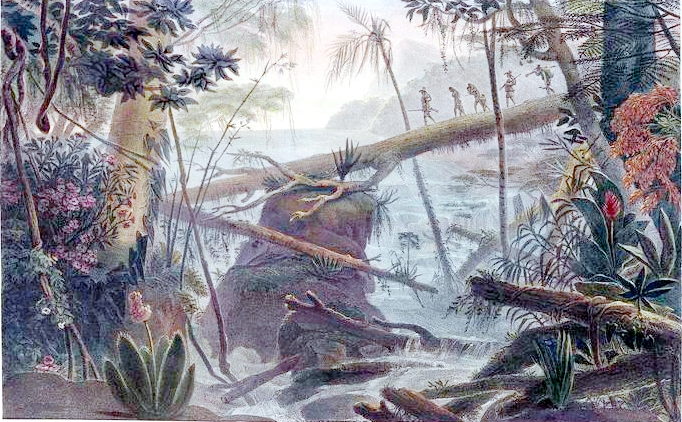
Índios cruzando o rio rio Paraíba do Sul (Debret, c. 1835)
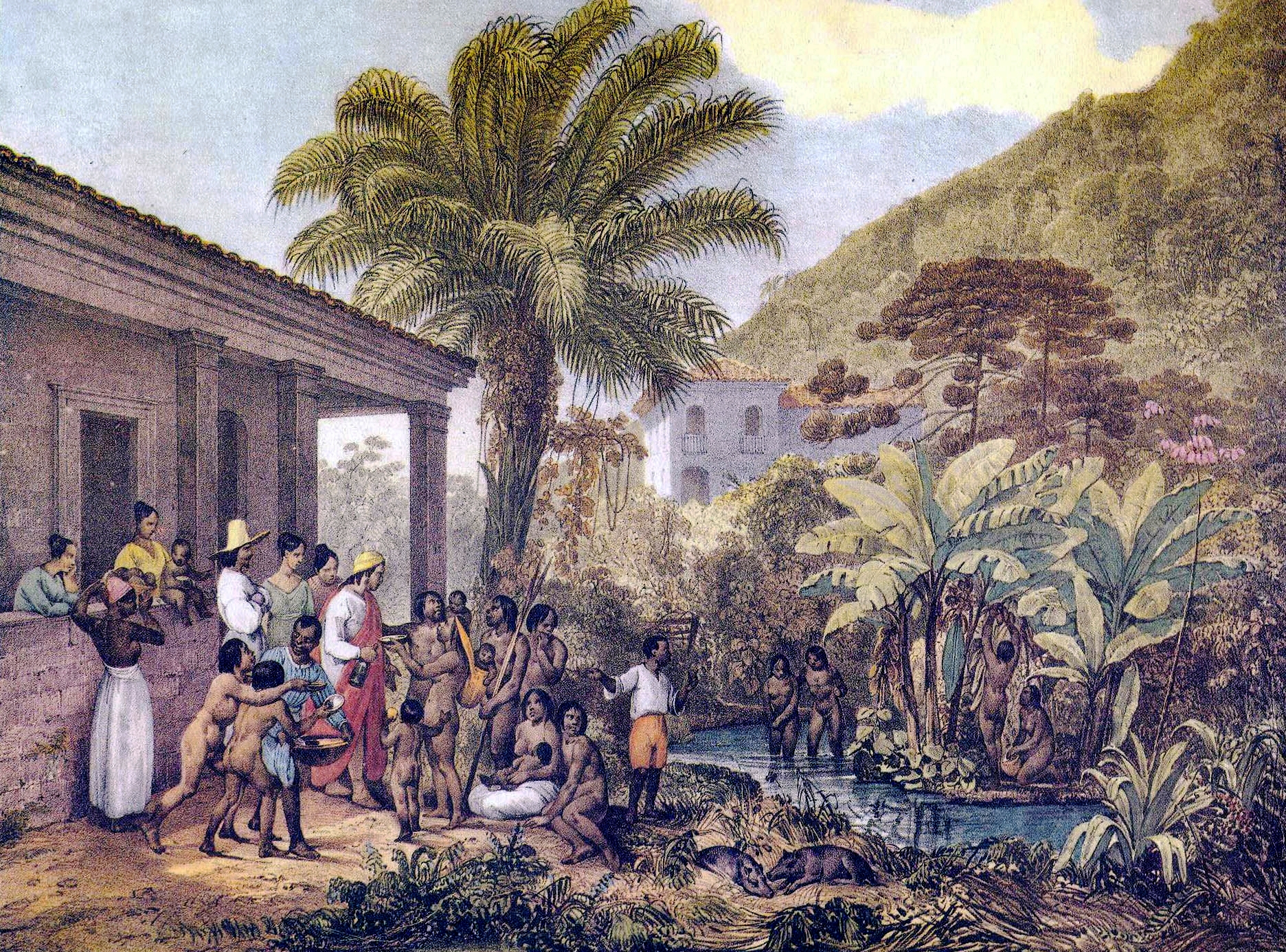
Índios em uma fazenda (Rugendas, c. 1835)
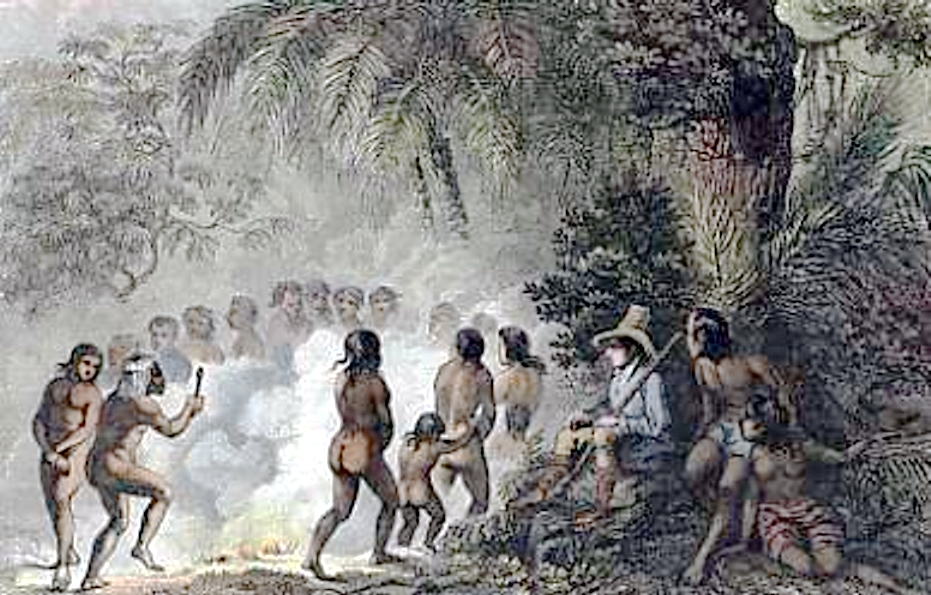
Índios Puris em cerimônia de dança (Lalaisse, c. 1835)
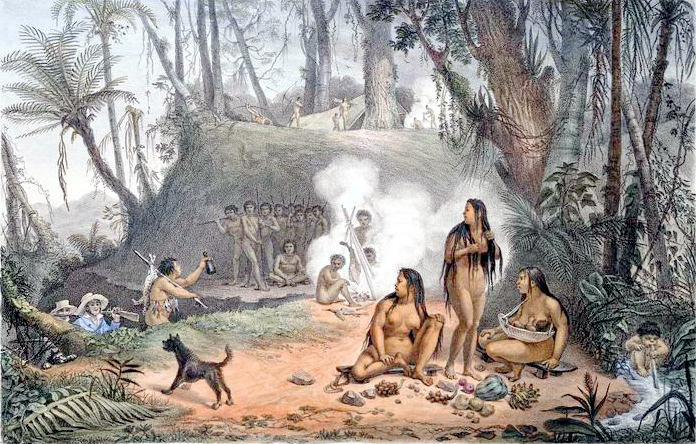
Aldeia de índios no Rio de Janeiro (Debret, c. 1835)

O capitão de ordenanças Inácio de Sousa Vernek construiu várias estradas na região de Valença durante esta fase de colonização. A estrada Werneck, então chamada de Caminho da Aldeia, que foi a primeira estrada para o sertão de Valença, ia desde a cidade de Iguaçu até o norte da capitania do Rio de Janeiro, na liha divisória como Minas Gerais marcada pelo rio Preto. As estradas construídas por Inácio de Sousa Vernek  ligavam a aldeia de Nossa Senhora da Glória de Valença e a aldeia de Santo Antônio do Rio Bonito (atual distrito de Conservatória) com a Estrada Real para Minas Gerais e os caminhos auxiliares para as freguesias de Sacra Família do Tinguá (atual distrito do município de Engenheiro Paulo de Frontin), Azevedo e Pilar do Iguaçu, de onde seguiam para a vila de Iguaçu. Um atalho permitia seguir rumo a Itaguaí. A estrada de Polícia permitiu aos viajantes que vinham de Minas Gerais cruzar o rio Paraíba do Sul nas proximidades de Desengano (atual distrito de Juparanã, em Valença) pela então povoação de Vassouras até Sacra Família do Tinguá.
Na Quaresma de 1814, a freguesia de Nossa Senhora da Glória de Valença contava com 119 fogos (casas), com 688 indivíduos adultos, sendo o total das pessoas superior a 700, sem contar os índios aldeados. Em 1820, havia em  Valença mais de 1.000 luso-brasileiros e cerca  de 1.400 indígenas espalhados nas diversas aldeias da região.

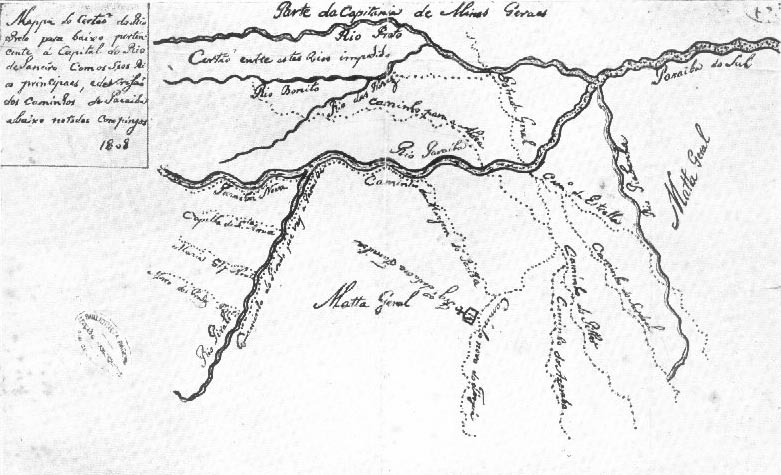
Mapa autógrafo de Inácio de Sousa Verneck mostrando os caminhos e rios do sertão de Valença em 1808

A freguesia foi elevada a vila de Nossa Senhora da Glória de Valença a 17 de outubro de 1823 abrangendo território desmembrado dos termos da cidade do Rio de Janeiro e das antigas vilas de São João Marcos do Príncipe e Resende ocorrendo a sua instalação a 12 de novembro de 1826. A cultura do café espalha-se rapidamente pela região. A produção cafeeira da província do Rio de Janeiro atingiu 5.122 contos em 1828 e superou a produção de açúcar que foi de 3.446 contos. Como comparação, a província de São Paulo, que incluía então o Paraná, produziu apenas 250 contos de café em 1825 e somente em 1886 é que irá produzir mais café do que açúcar.[carece de fontes?]
Entre 1856 e 1859, a província do Rio de Janeiro produziu 63.804.764 arrobas de café, enquanto as províncias de São Paulo e Minas Gerais juntas produziram apenas um quarto deste total. Com o grande crescimento econômico devido à cafeicultura, a vila foi elevada a cidade em 29 de setembro de 1857. Por volta de 1859, a cidade tinha cerca de 5.000 habitantes na sua sede e o todo o município tinha 40.000 habitantes entre homens livres e escravos. A necessidade de mão-de-obra para as plantações de café fez com o município tivesse uma das maiores populações negras da então província do Rio de Janeiro, senão do Brasil. Em 1888 ainda trabalhavam na lavoura de café cerca de 25.000 escravos.
A ferrovia "União Valenciana" chegou á cidade em 1871. O comércio atacadista prosperou na cidade incentivado pela facilidade de transporte e pelo desenvolvimento econômico devido à lavoura cafeeira.
A super-exploração e mau uso causaram o empobrecimento do solo e a produção de café caiu em toda região. Entre 1879 a 1884, a província do Rio de Janeiro ainda produziu 55,91% do total de café  exportado pelo Brasil; porém, em 1894 a produção despencou para apenas 20% do total. O município, assim como todo o vale do Paraíba do Sul, entrou então em decadência econômica.

Catedral de Nossa Senhora da Glória, década de 1970. Arquivo Nacional.

Entretanto, Valença foi menos afetada do que as outras cidades da região devido à ferrovia que passava pela cidade, o que propiciou a criação de indústrias por alguns empresários locais. As indústrias têxteis começaram a surgir por volta de 1909 fundadas pelos empresários José Siqueira Silva da Fonseca, Benjamin Ferreira Guimarães e Vito Pentagna.
A economia local também foi estimulada em 1910 quando a Estrada de Ferro Central do Brasil encampou as operações da  antiga estrada de ferro "União Valenciana". A Estrada de Ferro Central do Brasil instalou oficinas e um Depósito na cidade. Houve investimentos locais com a construção da variante de Esteves, do trecho ferroviário entre Marquês de Valença e Taboas e de Rio Preto a Santa Rita de Jacutinga. Com isto, a população aumentou e o comércio local prosperou.
Ao mesmo tempo, as fazendas locais erradicaram os cafezais envelhecidos e passaram a dedicar-se á agro-pecuária. A produção leiteira prosperou na região.[carece de fontes?]
Em 31 de dezembro de 1943, o topônimo Valença foi modificado para Marquês de Valença conforme Decreto-lei Estadual n.º 1056. Dezesseis anos depois, pela lei estadual 3972, de 22 de julho de 1959, o nome da cidade volta a ser simplesmente Valença.

## Geografia
Possui uma área de 1.304,813 km² (a segunda maior do estado do Rio de Janeiro), estando situada no Vale do Paraíba Fluminense. Valença possui seis distritos:  a sede, Barão de Juparanã, a "Cidade dos Barões" (2º distrito), Santa Isabel do Rio Preto (3º distrito), Pentagna (4º distrito) , Parapeúna (5º distrito) e Conservatória, a "Cidade das Serestas" (6º distrito). Atualmente, a sua economia está voltada especialmente para a agropecuária e para o polo universitário existente na sede municipal.
Os valencianos pertencem linguística e culturalmente à família dos cariocas, grupo ao qual pertence mais de 70% da população do moderno Estado do Rio de Janeiro, mas há também o sotaque fluminense, falado por boa parte da população. Existe uma certa influência da cultura mineira no distrito de Parapeúna, na divisa com o estado de Minas Gerais.
Segundo dados do Instituto Nacional de Meteorologia (INMET), coletados na Fazenda Santa Mônica nos períodos de 1982 a 1983, 1986 a 1987 e 1989 a 2007, a menor temperatura registrada em Valença foi de 2,5 °C em 26 de junho de 1994, e a maior atingiu 40,1 °C em 27 de dezembro de 1997. O maior acumulado de precipitação em 24 horas foi de 161,6 milímetros (mm) em 20 de maio de 2002. Outros grandes acumulados iguais ou superiores a 100 mm foram 125,1 mm em 29 de janeiro de 2003, 116,8 mm em 13 de janeiro de 1983, 113,5 mm em 17 de março de 2003, 111,1 mm em 19 de janeiro de 2005, 109,4 mm em 27 de março de 1994 e 100 mm em 15 de janeiro de 1999. Janeiro de 2003, com 419 mm, foi o mês de maior precipitação.
| Dados climatológicos para Valença (Santa Mônica) | Dados climatológicos para Valença (Santa Mônica) | Dados climatológicos para Valença (Santa Mônica) | Dados climatológicos para Valença (Santa Mônica) | Dados climatológicos para Valença (Santa Mônica) | Dados climatológicos para Valença (Santa Mônica) | Dados climatológicos para Valença (Santa Mônica) | Dados climatológicos para Valença (Santa Mônica) | Dados climatológicos para Valença (Santa Mônica) | Dados climatológicos para Valença (Santa Mônica) | Dados climatológicos para Valença (Santa Mônica) | Dados climatológicos para Valença (Santa Mônica) | Dados climatológicos para Valença (Santa Mônica) | Dados climatológicos para Valença (Santa Mônica) |
| Mês | Jan                                              | Fev                                              | Mar                                              | Abr                                              | Mai                                              | Jun                                              | Jul                                              | Ago                                              | Set                                              | Out                                              | Nov                                              | Dez                                              | Ano                                              |
| --- | ------------------------------------------------ | ------------------------------------------------ | ------------------------------------------------ | ------------------------------------------------ | ------------------------------------------------ | ------------------------------------------------ | ------------------------------------------------ | ------------------------------------------------ | ------------------------------------------------ | ------------------------------------------------ | ------------------------------------------------ | ------------------------------------------------ | ------------------------------------------------ |
| Temperatura máxima recorde (°C) | 38,2                                             | 37,1                                             | 36,9                                             | 34,9                                             | 33,4                                             | 32,9                                             | 33,1                                             | 36,3                                             | 38,1                                             | 38,1                                             | 38,7                                             | 40,1                                             | 40,1                                             |
| Temperatura máxima média (°C) | 30,5                                             | 31,3                                             | 30,2                                             | 28,9                                             | 26                                               | 25,8                                             | 25,4                                             | 26,6                                             | 26,4                                             | 28,3                                             | 29,1                                             | 29,8                                             | 28,2                                             |
| Temperatura média compensada (°C) | 24,4                                             | 24,6                                             | 23,7                                             | 22,4                                             | 19,9                                             | 18,6                                             | 18,2                                             | 19,1                                             | 20,2                                             | 22,1                                             | 22,8                                             | 23,5                                             | 21,6                                             |
| Temperatura mínima média (°C) | 18,5                                             | 18,4                                             | 17,9                                             | 16,6                                             | 14,5                                             | 12,3                                             | 11,9                                             | 12,6                                             | 14,5                                             | 16                                               | 16,9                                             | 17,5                                             | 15,6                                             |
| Temperatura mínima recorde (°C) | 8,2                                              | 10,2                                             | 11,3                                             | 6,4                                              | 5,7                                              | 2,5                                              | 3,7                                              | 3,2                                              | 4,7                                              | 7,3                                              | 7,5                                              | 7,6                                              | 2,5                                              |
| Precipitação (mm) | 247,9                                            | 154,2                                            | 138,1                                            | 59,2                                             | 49,1                                             | 20,9                                             | 21,7                                             | 17,1                                             | 61,2                                             | 97,9                                             | 156,3                                            | 207,8                                            | 1 231,4                                          |
| Dias com precipitação (≥ 1 mm) | 15                                               | 11                                               | 11                                               | 6                                                | 5                                                | 3                                                | 3                                                | 2                                                | 6                                                | 9                                                | 11                                               | 14                                               | 96                                               |
| Umidade relativa compensada (%) | 76,9                                             | 75,6                                             | 78,9                                             | 78,2                                             | 78,3                                             | 77,4                                             | 75,8                                             | 71,3                                             | 72,5                                             | 72,6                                             | 75,4                                             | 77,4                                             | 75,9                                             |
| Fonte: Instituto Nacional de Meteorologia (INMET) (normal climatológica de 1981-2010; recordes de temperatura: 01/07/1982 a 31/12/1983, 01/01/1986 a 31/12/1987 e 01/08/1989 a 30/11/2007) |                                                  |                                                  |                                                  |                                                  |                                                  |                                                  |                                                  |                                                  |                                                  |                                                  |                                                  |                                                  |                                                  |

## Bairros
Essa é uma lista dos bairros do município brasileiro de Valença, estado do Rio de Janeiro.

### Sede
1. Água Fria
2. Alicácio
3. Aparecida
4. Barroso
5. Bairro de Fátima
6. Belo Horizonte
7. Benfica
8. Biquinha
9. Brasil Novo
10. Cambota
11. Canteiro
12. Carambita
13. Centro
14. Chacrinha
15. Chica Cobra
16. Esplanada do Cruzeiro
17. Esteves
18. Hildebrando Lopes
19. Jardim Dona Angelina
20. Jardim Nossa Senhora de Lourdes
21. Jardim Valença
22. João Bonito
23. João Dias
24. Laranjeiras
25. Monte Belo
26. Monte D'Ouro
27. Nossa Senhora da Conceição
28. Novo Horizonte
29. Osório
30. Paraíso
31. Parque Pentagna
32. Passagem
33. Ponte Funda
34. Santa Cruz
35. Santa Terezinha
36. São Bento
37. São Cristóvão
38. São Francisco
39. São José das Palmeiras
40. Serra da Glória
41. Spalla I
42. Spalla II
43. Terceira Turma
44. Torres Homem
45. Vale Verde I
46. Vale Verde II
47. Varginha
48. Vila Progresso

### Barão de Juparanã
1. Centro
2. Distrito Industrial Zijup
3. Duque De Caxias
4. Paraíso
5. Terceira Turma
6. Quirino

### Santa Isabel
1. Centro
2. Cruzeiro
3. Leca
4. São Bento
5. São Jorge
6. São Sebastião
7. Vila Ivete

### Pentagna
1. Centro
2. Da Vila
3. Santa Inácia
4. Coroas
5. Paoliinho
6. Pesque e pague
7. Chalé
8. Alberto Furtado

### Parapeúna
1. Antônio Lopes ( Lopes)
2. Bastos
3. Centro
4. Chácara
5. Pontilhão Do Retiro
6. Ribeirão Do Ubá
7. São Miguel
8. Figueira Fernandes

### Conservatória
1. Benfica
2. Centro
3. Jardim Seresta
4. Raia
5. Sabão
6. Saudade
7. Pedro Carlos
8. Desvio Gomes
9. Paulo Almeida
10. Alambique
11. Bicame

## Cultura/Esportes

### O Quilombo e as origens do samba

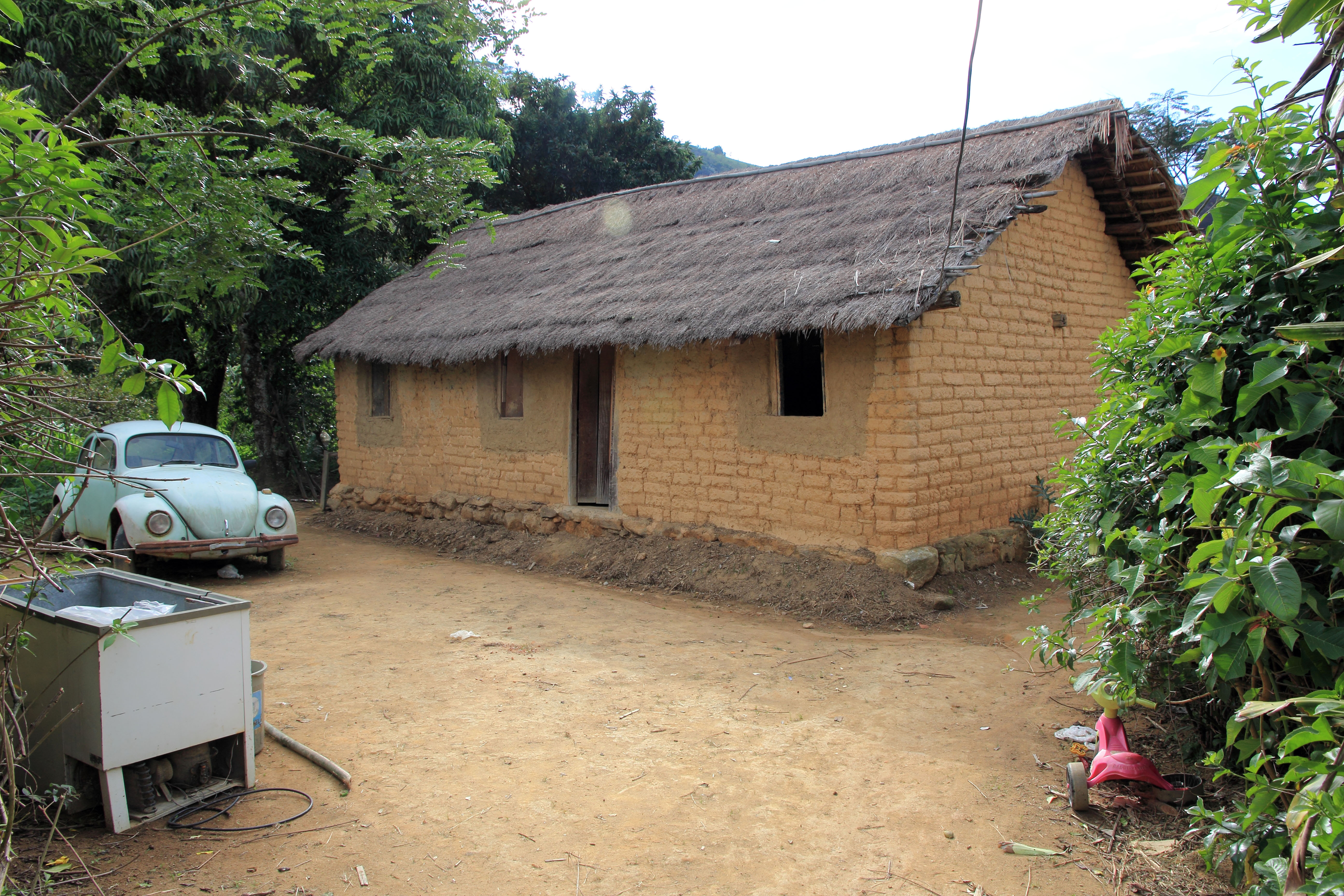
Quilombo São José da Serra

O Quilombo São José é uma comunidade centenária onde moram cerca de 200 afro-descendentes de uma mesma família ancestral, que, durante a escravidão, trouxe de Angola para as fazendas de café da região Sudeste do Brasil-Colônia para o Brasil a dança do Jongo.
O jongo é uma dança de roda considerada uma das origens do samba e é reconhecida pelo Governo Federal como Patrimônio Histórico Nacional.
O Quilombo São José é o berço do jongo e terra-natal da lendária jongueira e sambista Clementina de Jesus.
Essa família pertence unida há 150 anos na mesma terra e mantêm ricas tradições como o jongo, a umbanda, o calango e o terço de São Gonçalo, a medicina natural, rezas e benzeduras, a agricultura familiar entre outras.
A comunidade até hoje é composta inclusive por diversos idosos com mais de 90 anos e até alguns anos atrás não possuía luz elétrica. A floresta, as casas de barro com telhados de palha,  o candeeiro, o ferro à brasa e o fogão de lenha ainda fazem parte do cotidiano.
No dia 2 de fevereiro de 2009, o presidente do INCRA (Ministério de Desenvolvimento Agrário - MDA) assinou a portaria de titulação das terras Quilombo São José e encaminhou o processo para a assinatura final do Presidente Lula, última etapa para a desapropriação dessas terras, e do dia 30 de janeiro de 2013, a Associação Comunidade Negra Remanescente do Quilombo da Fazenda São José da Serra, recebeu a imissão da posse de parte de seu território. A ação – baseada no Decreto Presidencial nº 4887, de 20 de novembro de 2003 –, foi ajuizada pela Procuradoria Federal Especializada/Incra em novembro de 2011. O juiz da Vara Federal de Barra do Piraí deu, finalmente, parecer favorável ao processo encaminhado pelo Incra.
A justiça reconheceu como território do Quilombo São José da Serra as seguintes áreas, que totalizam 476 hectares: Agropastoril São José da Serra, Neusa Ferraz Pinto Viana, e Mário Carvalho Pecego.Na presença do oficial de justiça, o Superintendente do Incra, Gustavo Souto de Noronha, deu à Associação Comunidade Negra Remanescente do Quilombo da Fazenda São José da Serra a imissão da posse de 155 dos 476 hectares, referentes à Neusa Ferraz Pinto Viana e Mário Carvalho Pecego, que não se opuseram à decisão da Justiça Federal.
Após o ato de imissão da posse, a equipe do Incra seguiu com o oficial de justiça para a área da Agropastoril São José da Serra, porém seu representante não foi encontrado no local. O Incra tomará as devidas providências para notificar a Agropastoril São José da Serra sobre a etapa final do processo, a fim de que deixe a Fazenda São José da Serra em curto espaço de tempo e a comunidade ocupe toda a área que lhe é de direito.

### A Folia de Reis: um forte elemento da cultura local
Uma outra manifestação cultural muito comum em Valença é a Folia de Reis. Realizada anualmente, comemora-se o nascimento de Cristo Jesus.
A Folia de Reis foi introduzida no Brasil-Colônia pelos portugueses no século XIX. É um espetáculo popular das festas de Natal e Reis, cuja ribalta é a praça pública, a rua, podendo também ser apresentado em residências.
A Folia de Reis constitui um dos mais originais folguedos folclóricos. É uma folia conhecida também em Minas Gerais, Goiás, São Paulo, Paraná, Rio de Janeiro, Espírito Santo. No interior, é uma dança do período natalino em comemoração aos nascimento do Menino Jesus e em homenagem aos Reis Magos: Gaspar, Melchior e Baltasar, que levaram ouro, incenso e mirra, que representam as três dimensões de Cristo (realeza, divindade e humanidade).
Existem em Valença inúmeros grupos de Folia de Reis que se apresentam todos os anos, no dia de Reis, (6 de janeiro) e se reúnem na Catedral de N.S. da Glória no Encontro de Foliões.
A Folia de Reis é composta por quatro a seis mascarados, que brincam e entretêm a festa. Eles também devem proteger o Menino Jesus e confundir os soldados de Herodes. Uma orquestra de violas, banjos, violões, zabumba, Triangulos, pandeiros, maracás e sanfonas pulsam na regularidade de um organismo. Seus acordes servem de orientação as vozes e ordenam a evolução do espetáculo. O tempo da toada é circular, um convite ao desprendimento mundano e a busca de uma aliança com o divino. A paleta acorda o cavaquinho para ressoar um som que deve agradar o ouvido dos santos. A história narrada por intermédio de cantos são contadas por um solista e um coro responde a ele em uníssono por repetidas vezes.

### Cultura jovem
Como já foi mostrado, Valença tem uma evidente cultura musical devido às muitas heranças por ela recebida. A seresta, o jongo, o choro, o samba fazem parte da cultura da cidade por parte de sua história como uma grande cidade cafeeira. Entretanto, o rock alternativo, o heavy metal, o funk, o pagode e outros estilos tem feito parte do cotidiano da cidade. Existem vários grupos musicais em crescimento nos mais diversos estilos, dando destaque ao funk e ao pagode.
D&L
Existe também em Valença, algumas casas noturnas e bares onde os jovens se reúnem para aproveitar o fim de semana . Devemos dar destaque aos eventos que acontecem e/ou aconteceram como por exemplo a "Underfest" e o "Metalfest", que reúnem várias bandas de heavy-metal e hard-rock da cidade, passando pelo punk e grunge; o "Festival de Inverno de Valença", que, promovido pela Rede Jovem Valenciana, visava reunir arte como artesanatos, dança e etc com música, em especial, serestas, bossa nova, MPB e samba e o projeto "Café, Cachaça e Chorinho", que também era realizado em outras cidades do Vale do Café.

### Religião
Valença é uma cidade com predominância católica da população, porém evangélicos e umbandistas também compõe parte da população. Durante o início do mês até o dia 15 de agosto é realizada a Festa de Nossa Senhora da Glória, que reúne toda a população com os shows, barraquinhas e a parte católica, celebrando Nossa Senhora da Glória, a padroeira da cidade. Atualmente, a celebração está em sua 183ª edição.

### Colégio Estadual Teodorico Fonseca
Com o fechamento do abrigo, o casarão passa a ser ocupado pelo Colégio Estadual Theodorico Fonseca, situação que se encontra atualmente. Em 2000, o Governo do Estado do Rio de Janeiro desapropria o imóvel, permanecendo assim com a mesma função. Hoje o Theodorico Fonseca oferece apenas as séries secundárias do Ensino Fundamental (5ª a 8ª séries), no horário da manhã, Ensino Médio no horário da tarde e Ensino Médio e Técnico à noite.

### Colégio Estadual Benjamim Guimarães
O Colégio Benjamim Guimarães teve início no ano de 1921 com este nome. Entretanto, assim como o Theodorico Fonseca, o colégio passou por várias fases. O Benjamim Guimarães foi fundado em 1900, quando o Governo criou o Grupo Escolar Alonso Adjunto, porém um lamentável incêndio destruiu por completo o colégio na noite de 29 de junho de 1901. Em 1919, por iniciativa do Presidente do Estado Raul de Moraes Veiga, é reconstruído no mesmo local o Grupo Escolar Casimiro de Abreu. Pelo decreto de nº 208 de 30/08, o Grupo Escolar passa a se chamar Cel. Benjamim Guimarães.
Atualmente o colégio dispõe Ensino Médio e Ensino Médio Integrado.

## Filhos ilustres
- Ver Biografias de valencianos notórios